# Allophylus decipiens
Allophylus decipiens är en kinesträdsväxtart som först beskrevs av Otto Wilhelm Sonder, och fick sitt nu gällande namn av Ludwig Radlkofer. Allophylus decipiens ingår i släktet Allophylus och familjen kinesträdsväxter. Inga underarter finns listade i Catalogue of Life.